# فيكتوريا فو
فيكتوريا فو (بالإنجليزية: Victoria Fu)‏ هي فنانة وأستاذة جامعية أمريكية، ولدت في 1978 في سانتا مونيكا في الولايات المتحدة.

## وصلات خارجية
- الموقع الرسمي